# Nyctimystes cheesmani
Espèce
Synonymes
- Nyctimystes montana Parker, 1936 nec Peters & Doria, 1878
- Litoria cheesmani (Tyler, 1964)
- Nyctimystes cheesmanae Tyler, 1964
- Litoria cheesmanae (Tyler, 1964)

Statut de conservation UICN

 LC  : Préoccupation mineure
Nyctimystes cheesmani est une espèce d'amphibiens de la famille des Pelodryadidae.

## Répartition
Cette espèce est endémique de la province centrale en Papouasie-Nouvelle-Guinée.

## Étymologie
Cette espèce est nommée en l'honneur de Lucy Evelyn Cheesman (1881–1969).

## Publication originale
- Tyler, 1964 : An investigation of the systematic position and synonymy of Hyla montana Peters and Doria (Anura, Hylidae). Zoologische Abhandlungen, Museum für Tierkunde Dresden, vol. 27, p. 265-270.